# アルフレッド・モレロス
- アルフレド・モレーロス

アルフレッド・ホセ・モレロス・アビレス（Alfredo José Morelos Aviléz, 1996年6月21日 - ）は、コロンビア・コルドバ県セレテ出身のプロサッカー選手。サントスFC所属。ポジションはフォワード。

## クラブ経歴
2014年に国内リーグのインデペンディエンテ・メデジンでプロデビューし、9月1日のリオネグロ・アギラス戦でプロ初出場。同月6日のフォルタレザCEIF戦で、早くもプロ初ゴールを決めた。
2016年2月、フィンランド、ヴェイッカウスリーガのHJKヘルシンキへのローン移籍に合意。2016年シーズンは30試合16得点を記録し、のちに完全移籍に合意。2017年シーズン途中まで、リーグ戦合計27ゴールを決めるなど、抜群の得点能力を見せつけた。
2017年6月19日、スコティッシュ・プレミアシップのレンジャーズFCと3年契約を締結。加入1年目の2017-18シーズンは、31試合に出場し、キルマーノックFCのクリス・ボイドの18ゴールに次ぐリーグ2位の14ゴールを記録した。
2023年9月4日、サントスFCに2年契約で移籍した。

## 代表経歴
2012年にU-17のコロンビア代表に招集。2014年にはU-20代表に招集され、翌年ウルグアイで開催された2015 南米ユース選手権に出場した。
2018年9月、親善試合のベネズエラ戦、アルゼンチン戦に向けてのフル代表に初招集された。